# Muchomůrka zelená
Muchomůrka zelená, resp. muchomůrka hlíznatá (Amanita phalloides E. M. Fries, 1833)  je považována za nejjedovatější a nejnebezpečnější houbu Evropy a Severní Ameriky – způsobuje zde nejvíce smrtelných otrav. Je nejen prudce jedovatá, ale navíc se první příznaky otravy objevují až v okamžiku, kdy je jed vstřebán v organismu a jsou již těžce zasaženy důležité orgány (zejména játra). Amatérští houbaři ji mohou zaměnit se žampiony a dalšími druhy jedlých hub.

## Synonyma
- Agaricus phalloides Vaillant ex Fries, 1821
- Amanita viridis Persoon, 1797  – muchomůrka zelená
- Amanitina phalloides (Vaillant ex Fries, 1821) E.-J. Gilbert, 1941
- Fungus phalloides Vaillant

## Poddruhy
- Amanita phalloides var. alba (Vittadini) E.-J. Gilbert – muchomůrka bílá
- Amanita phalloides var. umbrina (Ferry) Maire

## Vzhled

### Makroskopický

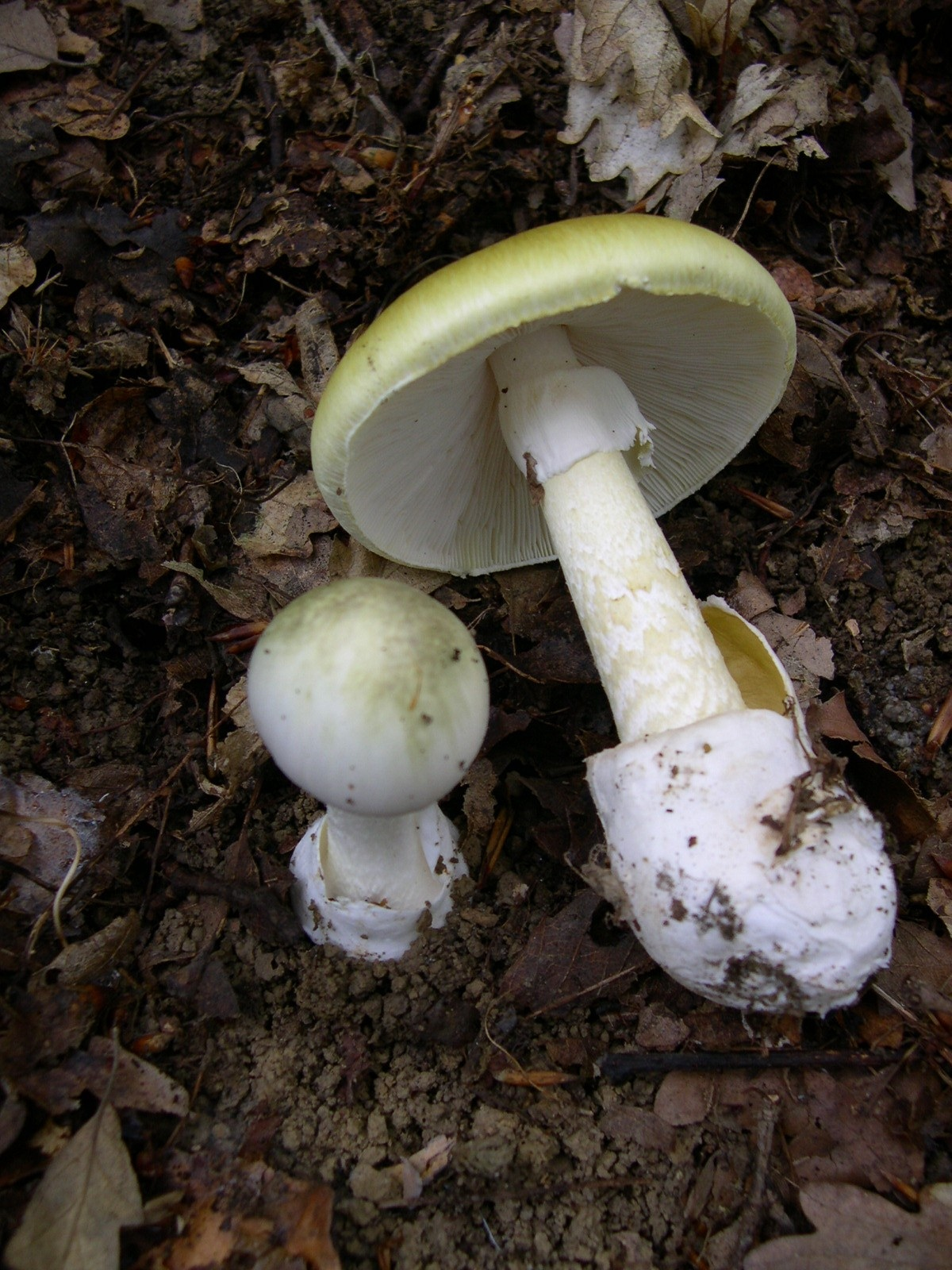
Mladá a stará plodnice muchomůrky zelené

Klobouk o průměru 6–16 cm je zprvu sklenutý, posléze ploše rozložený, hladký, lesklý, radiálně vláknitý, tence a měkce masitý. Zabarvení klobouku je velmi proměnlivé, od bíložlutého přes žlutozelené až po zelenohnědé. Části plachetky na klobouku většinou nezůstávají.
Třeň je dole kyjovitě ztlustlý, 7–15 cm vysoký a 0,8–2 cm široký. Je pevný, hladký, až u starších hub dutý, bílý s málo zřetelnými zelenými šupinami. Vyrůstá z tzv. vajíčka (cípatě roztrhaná velmi tenká pochva někdy nazývaná kalich smrti) a ve své horní části má bílý visutý prstenec.
Lupeny jsou 0,8–1,2 cm vysoké, bělavé.
Dužnina je také bílá i když těsně pod pokožkou klobouku může být žlutozelená až hnědá, nemá výraznou vůni ani chuť, až u starších hub je vůně nasládlá (jako syrové brambory až med).

### Mikroskopický
Výtrusy jsou mírně elipsoidní o rozměrech 8–10 × 7–8 μm, hladké s tukovou kapkou. Výtrusný prach má bílou barvu.

## Rozšíření
Oblast přirozeného výskytu zahrnuje celý mírný pás Evropy a Asie a sever Afriky. Zavlečena však byla (patrně se sazenicemi stromků) i do Severní Ameriky a Austrálie. V Severní Americe byla zjištěna v oblasti San Franciska na západním pobřeží USA, na východním pobřeží v okolí New Yorku a Newarku. Podobně byl hlášen výskyt v Austrálii v okolí Canberry a Melbourne a na několika dalších místech světa.

## Výskyt
Muchomůrka zelená preferuje zejména teplejší oblasti mírného pásu. Na severní polokouli roste především v listnatých lesích od července do podzimu. Doprovází především duby, ale také habry a buky. Vzácněji ji lze nalézt i v borových lesích.

## Obsahové látky
Muchomůrka zelená obsahuje velké množství jedovatých peptidických alkaloidů zejména falotoxinů a amatotoxinů.
| Peptidické alkaloidy v muchomůrce zelené |            |           |            |           |            |
| Falotoxiny:                              | faloidin   | falicidin | falisin    | faloin    |            |
| Amatoxiny:                               | α-amanitin | amanin    | β-amanitin | amanullin | γ-amanitin |

## Jedovatost a otravy

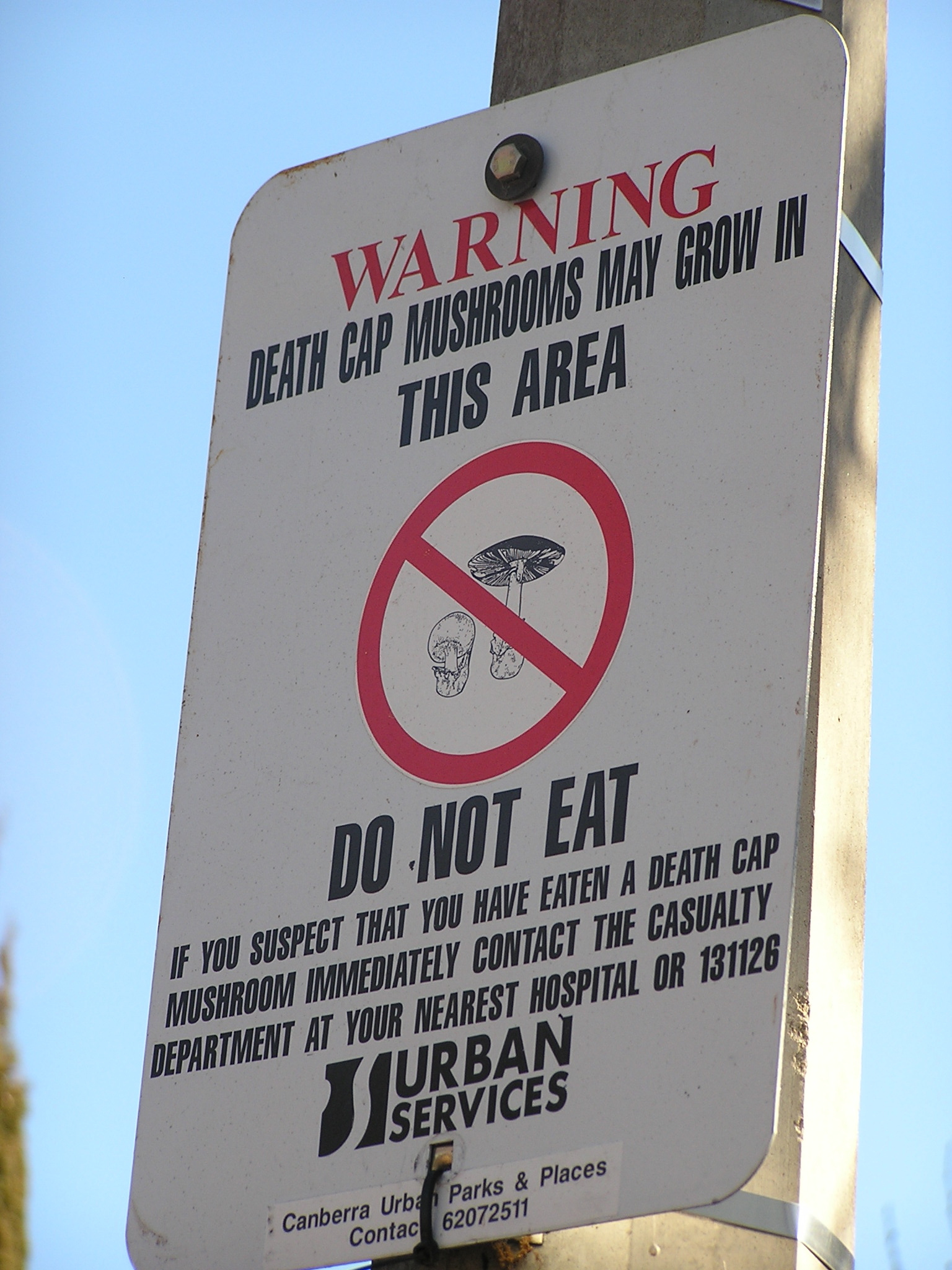
Varování před muchomůrkou zelenou poblíž hlavního města Austrálie, Canberry

### Přítomné jedy
Celá plodnice obsahuje smrtící koktejl velkého množství jedů, které se dělí na dvě hlavní skupiny: falotoxiny a amatoxiny. Sto gramů syrové muchomůrky zelené obsahuje v průměru 10 mg faloidinu, 8 mg α-amanitinu a 5 mg β-amanitinu. Ukazuje se, že z hlediska toxikologického jsou významnější amatoxiny, vzhledem k tomu, že falotoxiny se buď odbourávají v trávicím traktu působením žaludečních šťav, nebo se vůbec nevstřebávají do krve. K smrtelné otravě zdravého dospělého člověka o hmotnosti kolem 60 kg stačí zhruba 50 g houby (váženo v syrovém stavu), přičemž jedna plodnice váží v průměru mezi 30 až 40 gramy (některá literatura ovšem uvádí i podstatně menší dávky); vycházíme-li z hodnoty LD50 = 0,1 mg/kg pro člověka u všech typů amanitinů, vychází pro otravu s padesátiprocentní pravděpodobností smrtelnou požití 0,75 g syrové houby na kilogram živé váhy člověka).
Také se udává, že amanitin, čili jeden z jedů muchomůrky zelené, je tak jedovatý, že množství jedu, které bychom nabrali na špičku nože (čili asi 0,5 g), by zabilo 100 000 myší. Ty by vytvořily řadu dlouhou 18 km, kolem níž bychom vykračovali průměrně 4,5 hodiny vojenským krokem. Tyto informace cituje také Divadlo Járy Cimrmana ve své hře Afrika.

### Otrava
Po pozření muchomůrky zelené se amatoxiny rychle absorbují z trávicího traktu do krve a odtud pronikají do jater. Počáteční příznaky se však projeví až po poškození většího počtu jaterních buněk (hepatocytů), přibližně 8 až 48 hodin po požití. V této fázi má postižený celkové potíže; pociťuje únavu, žaludeční nevolnost, závratě, bolesti hlavy, pocit chladu až mrazení. Nevolnost se pak stupňuje, nastupují bolesti žaludku, doprovázené silným dávením a vodovitými průjmy, což vede k dehydrataci organizmu až oběhovému selhání. To bývá zejména u dětí bezprostřední příčinou úmrtí. Pokud pacient tuto fázi přežije, dojde (obvykle čtvrtý den otravy) ke zdánlivému zlepšení, protože skončí zvracení i průjmy. V druhé fázi dochází k selhání jater a případně i ledvin. V případě silné otravy přestanou pracovat játra úplně a nastupuje celková apatie, přecházející do bezvědomí. Projevuje se tachykardie, pokles tlaku krve a rozšíření očních zornic. Smrt nastává v těchto případech obvykle 4. až 12. den otravy. Otrava je smrtelná ve 40–50 % případů.

### Léčba
Úspěšnost léčby a šance postiženého na přežití je závislá na množství požité muchomůrky a včasnosti lékařského zásahu. Nutný je okamžitý převoz do nemocnice a opakovaný výplach trávicí trubice, aby se maximálně omezilo další vstřebávání. Ideálním antidotem je silibinin, který blokuje transport amanitinu do hepatocytu a regeneruje RNA polymerázu. S léčbou je nutno začít co nejdříve. V případech, kdy není dostupný silibinin, je možno podat N-acetylcystein. Od podávání vysokých dávek penicilinu G se již ustoupilo. Při brzkém zachycení otravy lze provést odstranění toxinů z krve. Při včasném zásahu existuje šance na plné vyléčení, dojde-li k plnému rozvinutí těžké otravy, končí pacient ve většině případů minimálně s těžkými doživotními následky.
Francouzský lékař Pierre Bastien třikrát dobrovolně požil muchomůrku zelenou v prokazatelně smrtelné dávce. Otravu, kterou si způsobil, však díky léčbě, kterou sám sestavil za použití běžně a volně dostupných léků, pokaždé přežil.

## Nejčastější záměny

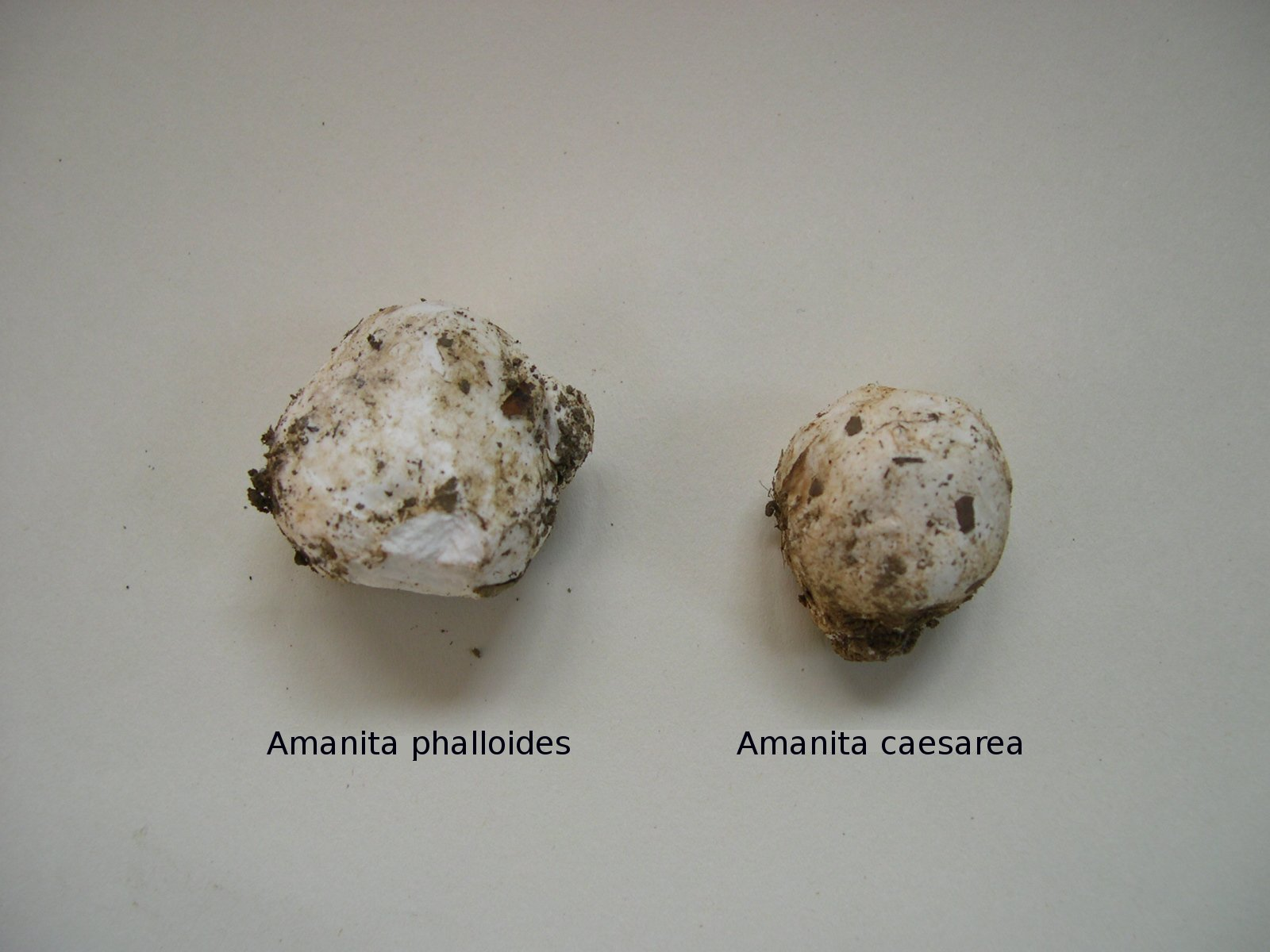
Vajíčka muchomůrky zelené (vlevo) a císařské

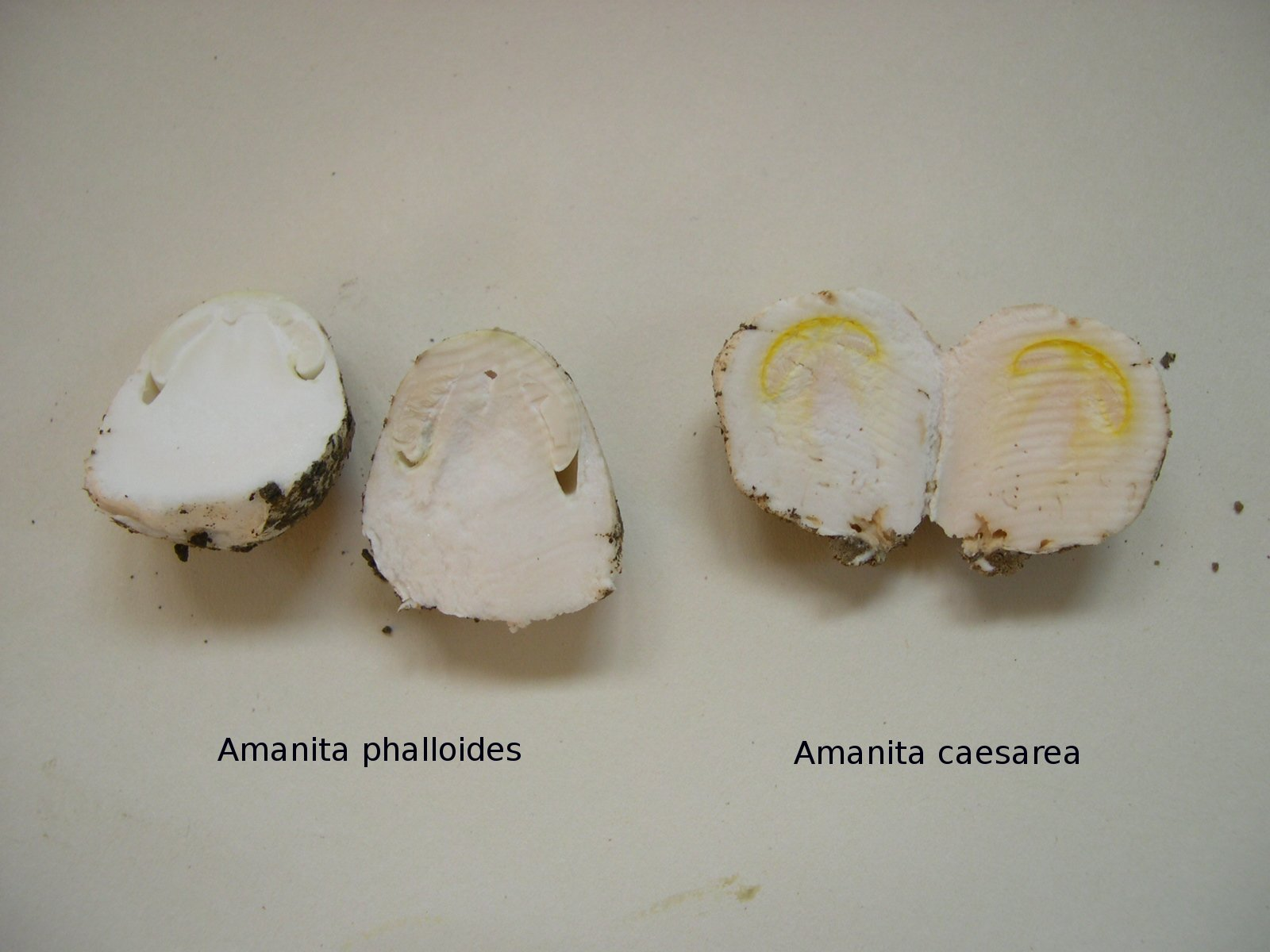
Řez vajíčky muchomůrky zelené (vlevo) a císařské

Dospělou muchomůrku zelenou je možné snadno zaměnit se žampionem, holubinkou, bedlou, zelánkou či masákem-albínem. Mladé plodnice se podobají pýchavce či prášivce. Od žampionu lze muchomůrku zelenou odlišit barvou lupenů – u žampionu jsou lupeny světle až tmavě hnědé, u muchomůrky jsou bílé. Dalším odlišným znakem muchomůrky zelené je „kalich smrti“, který u žampionu chybí. Od zelánky, holubinek či masáka-albína se plodnice muchomůrky zelené odlišují tím, že mají prsten a pochvu.
Přistěhovalci či návštěvníci z Asie si mohou splést muchomůrku zelenou s asijským druhem Volvariella volvacea, který se jí velmi podobá (v raných stádiích se mohou dopustit záměny i zkušení odborníci). Tyto záměny jsou údajně nejčastější příčinou (až 90 %) smrtelných otrav houbami na světě.
V jihoevropských zemích může dojít k záměně vajíček muchomůrky zelené s vajíčky jedlé a vysoce ceněné muchomůrky císařské (Amanita caesarea). Ta se velmi vzácně vyskytuje i na jižní Moravě a v Polabí, ovšem je zde přísně chráněna.

## Otravy slavných
Otrava muchomůrkou zelenou mohla být příčinou úmrtí několika historických osobností:
- Jídlem připraveným z muchomůrky zelené mohl být záměrně otráven římský císař Claudius. Podle některých odborníků však popsané příznaky otravě muchomůrkou příliš neodpovídají.[10]
- Na následky otravy muchomůrkou zelenou údajně zemřel papež Klement VII.[11] Podle historických pramenů však nemoc vedoucí k jeho smrti trvala téměř pět měsíců, což možnost otravy vylučuje.
- Císař Karel VI. zemřel deset dní poté, co snědl jídlo připravené z hub. Popsané symptomy v tomto případě odpovídají otravě muchomůrkou zelenou.[11]
- Otrava muchomůrkou zelenou postihla celou rodinu českého katolického básníka Jana Zahradníčka, dvě jeho dcery na ni zemřely.[12]

## Taxonomická poznámka
Rod Amanitina E.-J. Gilbert, 1940  (muchomůrečka) není dnešními mykology uznáván a zahrnuje se do rodu Amanita Persoon, 1797  (muchomůrka). V minulosti byl rod Muchomůrka řazen do čeledi muchomůrkovitých – Amanitaceae. Na základě molekulárních výzkumů někteří současní taxonomové řadí celý rod Amanita do čeledi Plutaceae Kotlaba & Pouzar, 1972  (štítovkovité), kterou spojují s čeledí Amanitaceae R. Heim ex Pouzar, 1983 (muchomůrkovité).

## Fotogalerie

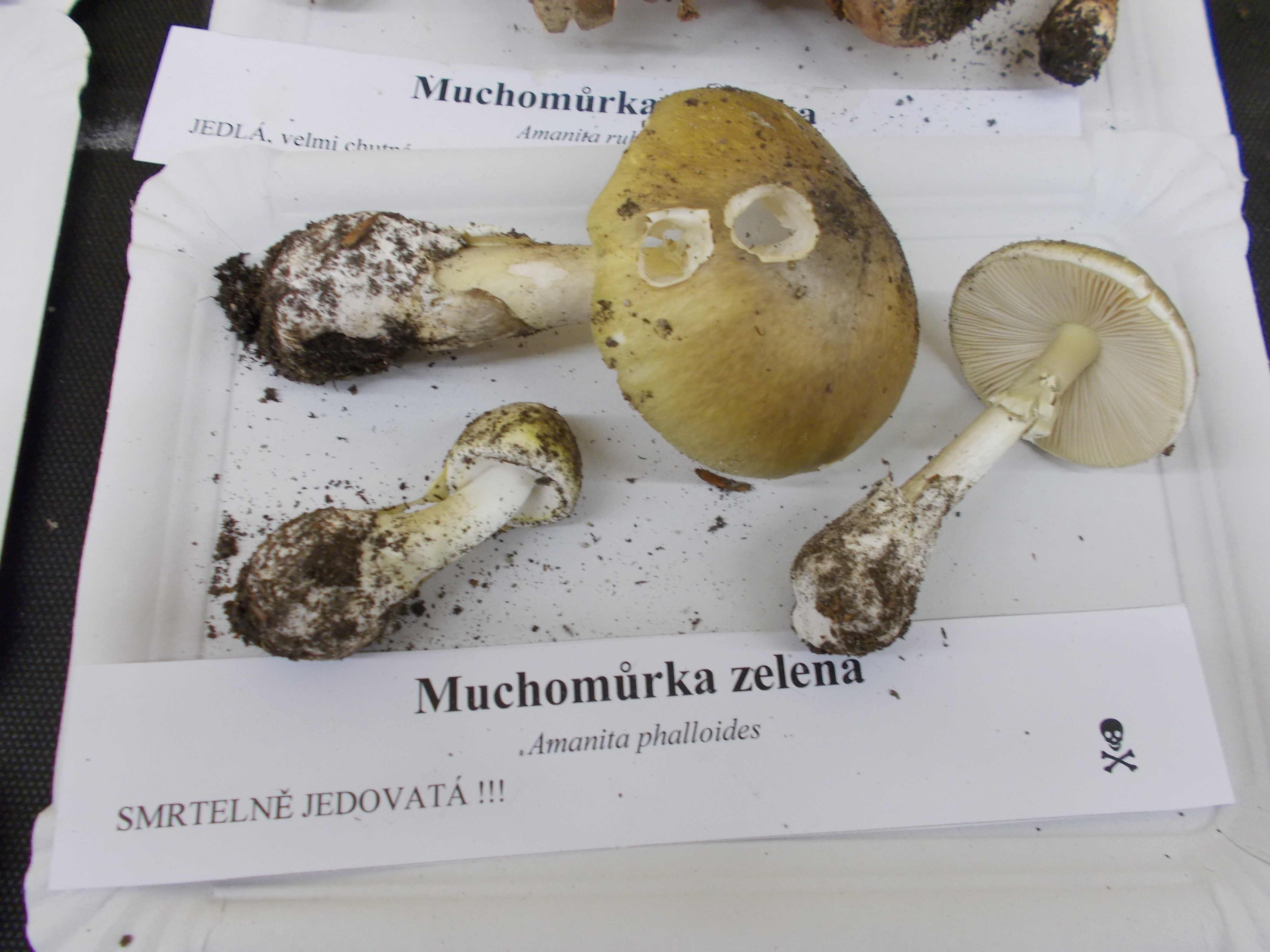
Plodnice různého stáří na výstavě hub